# Microterys zhaoi
Microterys zhaoi är en stekelart som beskrevs av Xu 2000. Microterys zhaoi ingår i släktet Microterys och familjen sköldlussteklar. Inga underarter finns listade i Catalogue of Life.